# 德國數學學會
德國數學學會（Deutsche Mathematiker-Vereinigung，簡稱DMV）是德國主要的專業數學家社團。德国数学学会在欧洲数学学会和国际数学联盟中代表了德国数学。

## 历史
此学会创始于1890年9月18日。格奧爾格·康托爾是創立者之一，學會為紀念他而頒發康托爾獎。创始成员包括格奥尔格·康托尔，费利克斯·克莱因，沃尔特·冯戴克，大卫·希尔伯特，赫尔曼·闵可夫斯基，卡尔·龙格，弗里德里希·奥托·鲁道夫·斯特姆，赫尔曼·舒伯特，安里西·韦伯。

## 外部連結
- 官方網站 （页面存档备份，存于）